# Ario de Rayón
Ario de Rayón är en ort i Mexiko.   Den ligger i kommunen Zamora och delstaten Michoacán de Ocampo, i den centrala delen av landet, 300 km väster om huvudstaden Mexico City. Ario de Rayón ligger 1 568 meter över havet och antalet invånare är 8 412.
Terrängen runt Ario de Rayón är kuperad västerut, men österut är den platt. Runt Ario de Rayón är det tätbefolkat, med 331 invånare per kvadratkilometer. Närmaste större samhälle är Zamora, 8,1 km sydost om Ario de Rayón. Runt Ario de Rayón är det i huvudsak tätbebyggt.